# Degradarea terenurilor
Degradarea terenurilor ilustrează un tip de efect cumulat al acțiunii umane asupra pământului și implică o varietate de procese, care includ: eroziunea solului, ravenația, alunecările de teren, compactizarea, salinizarea, lateritizarea, distrugerea materiei organice din substrat și a rezervelor de nutrienți din plante, acidificarea, incendierea și carbonizarea faunei din sol etc. Deci, degradarea terenurilor înseamnă o combinație de procese a căror efect cumulativ este distrugerea potențialului de resurse din epigeosistem (roca superficială, relief, sol, biomasa, rezervoare de apă ș.a.). 

## Căi de degradare
Căile de degradare a terenurilor sunt multiple, dintre care amintim:
- Despădurirea, care lasă solul pradă eroziunii (ex. Latosolurile și vertisolurile din regiunile tropicale);
- Pășunatul care duce într-un final la instalarea proceselor de ravenație și torențialitate;
- Operațiuni forestiere (tăiere, drumuri forestiere, transportul buștenilor) urmate de șiroiuri, ravenație, alunecări de teren etc. Cicatricile arealelor defrișate rămân în peisaj mult timp și, uneori, ele direcționează eroziunea lineară;
- Cultivarea terenurilor prin rotație și monocultură;
- Utilizarea necorespunzatoare a sistemelor de irigație;
- Exploatările de substanțe minerale utile (cărbune, petrol, gaze naturale) în vecinătatea cărora și în urma cărora se instalează paragina, apar excavații imense sau, dimpotrivă munți de steril;
- Extinderea urbanizării și a infrastructurii de circulație în detrimentul terenurilor cu sol fertil;
- Deșertificarea duce la declinul susținut al productivității biotice naturale și a celei agricole. Prin acest proces, geosisteme productive ajung geosisteme fizice nude. La ora actuală se apreciază că 4500 milioane hectare stau sub riscul deșertificării, iar 950 milioane hectare au fost deja sever afectate de acest flagel.

## Eroziunea solului
Există două tipuri de eroziune a solului:
- Eroziunea naturală provocată de evenimentele geografice extreme (precipitații, vânturi, alunecări etc.)
- Eroziunea accelerată (antropică) rezultată în urma activității umane.

Eroziunea solului este determinată de relația mutuală între erozivitatea agentului de eroziune și erodabilitatea suprafeței solului. Aceste variabile ale erozivității și erodabilității sunt schimbătoare în timp și spațiu; variază ratele și scările lor, încât fluxul procesului apare constant.
Este cea mai gravă formă de degradare a solurilor.
Eroziunea solului se produce pe terenurile care au fost cultivate sau pășunate prea intens. Suprasolicitarea solului, apare, în condițiile în care anumite plante sunt cultivate an de an, dar nu se face fertilizarea și substanțele nutritive nu sunt reintroduse în sol. Cultivarea intensă reduce fertilitatea pamântului și provoacă scăderea producției la hectar. Este redusă, de asemenea, coeziunea solului, scazând astfel rezistența lui la eroziune. Deteriorarea pășunilor se produce dacă omul crește prea multe animale pe o suprafață dată. Numărul prea mare de animale consumă vegetația într-un ritm mai rapid, decât ritmul de regenerare naturală a acesteia, lasând în urmă pamântul gol.
Eroziunea solului se produce în doua faze. În prima faza se sfarâma bulgarii de pamânt (masa coeziva a solului) în particule separate. În faza a doua, acestea sunt îndepartate de șuvoiul apelor curgătoare și de vânt.

### Eroziunea naturală
Eroziunea naturală este un proces lent care nu poate fi oprit. Dar, odată cu această uzură naturală, se formează solul nou. Oamenii de știință au estimat că durata de erodare și îndepartare naturală a unui metru pătrat de pamânt este aproximativ de 30.000 ani.

### Eroziunea accelerată (antropică)
Căile de eroziune a solului direcționate de om sunt:
- Destabilizarea suprafețeleor naturale, care provine de la modificarea vegetației (pășunat, substituiri, defrișări, incendii etc.), relocări de materiale (împrumuturi, încărcări), nivelări, secționări (pentru construcții), activități miniere, militare ș.a.
- Destabilizarea structurii solului prin pășunat, arături, irigații, tehnici agricole etc.
- Destabilizarea solului prin încorporarea în acesta a substanțelor chimice, a apelor reziduale și prin distrugerea ori încorporarea de materiale organice.

Există, așadar, multe alte aspecte ale activităților agricole ce contribuie la eroziunea solului: 
- Extinderea terenurilor arabile pe terenurile înclinate;
- Crearea de suprafețe, fâșii, răzoare și rupturi de-a lungul versanților prin lucrări diverse ;
- Inserția de drumuri și căi ferate pe terenurile agricole;
- Fărâmițarea agregatelor de sol pentru germinarea semințelor la unele plante.

## Exemplu de eroziune a solului: Eroziunea pe versanți
Eroziunea de suprafață se datorează scurgerii difuze pe versanți, a apelor din precipitații, care spală un strat subțire de sol. În faza inițială acestă eroziunea este aproape imperceptibilă. În cele din urmă însa recoltele scad, deoarece solul devine mai puțin fertil. Mult mai dramatică este eroziunea în adâncime, care, se produce mai ales, pe terenurile înclinate, unde scurgerea de suprafață se adună în curenți, după o ploaie puternică devin torenți și taie șanțuri adânci în pamânt denumite ogase, ravene, torenți.

## Strategii și încercări de protecție și conservare a solurilor
Din cauza efectelor negative pe care le au activitățile umane asupra solului, tot societatea este cea care trebuie să ia măsuri de stopare sau diminuare a acestor impacte negative, printr-o serie de tehnici, unele datând din antichitate, altele fiind mai recente:
- Refacerea cuverturii vegetale: fie prin plantarea vegetației în mod deliberat, fie prin oprirea incendiilor și a pășunatului, încât să permită vegetației să se reinstaleze;
- Măsuri de stopare a eroziunii malurilor albiilor;
- Măsuri de stopare a dezvoltării torenților și ravenelor (prin plantarea *Managementul culturilor (rotația culturilor, supravegherea culturilor etc.);
- Controlul scurgerii de apa pe plante (prin terasări, aplicarea de humus, aratul transversal pe direcția plantei, prin menținerea unor benzi înguste de vegetație etc.);
- Prevenirea eroziunii declanșată de drumuri, loturi agricole etc. (prin amplasarea inteligentă a lor, canalizarea apelor de suprafață, plantarea de vegetație etc.);
- Stoparea eroziudnii exercitate de vânt (prin păstrarea umidității solurilor, prin amplasarea unei vegetații care să diminueze acțiunea vântului etc.).